# Anatolien (cheval)
Vous lisez un « bon article » labellisé en 2016.
Pour les articles homonymes, voir Anatolien et Anadolu.
L'Anatolien, Anadolu ou Anatolien natif (en turc Anadoly Yerci) est une race de poney indigène de la Turquie, dont l'origine reste inconnue, mais qui remonterait à environ 1 000 ans. Ces poneys proviennent de fréquents échanges entre l'Europe et l'Asie, et présentent de nombreuses influences, en particulier celles du cheval mongol, de l'Akhal-Teké et du cheval arabe. Ils sont réputés pour leur endurance, leur vigueur et leur hardiesse. Les différences de conformation peuvent être importantes, notamment en termes de taille, selon la région d'élevage et les croisements dont ils ont fait l'objet. L'Anatolien est le cheval le plus commun en Turquie. Employé monté, attelé ou bâté, il a influencé de multiples autres chevaux de ce pays, dont le Karacabey et l'Uzunyayla.

## Étymologie et terminologie
D'après la FAO et CAB International, « Anatolian » est le nom international de la race, ce qui donne « Anatolien » en français. L'étude de l'université d'Oklahoma emploie la dénomination « Anadolu ». Le nom en turc, Anadoly Yerci, peut être traduit par « Turc d'Asie ». La dénomination Anadolu Yerli, ou Yerli tout court, existe aussi. Quelques spécialistes nomment cet animal de petite taille le « poney turc natif », l'« Anatolien natif », ou encore « le Turc ».
Deux professeurs, Salahattin Battu et Nurettin Aral, ont établi une distinction de types entre les chevaux d'Anatolie, et ceux de l'Est et du sud-est de la Turquie, qui ne présentent pas la même robe ni la même conformation. La variété brachycéphale de robe noire est localement nommée Anadolu Yerli Kara, soit « Anatolien noir ». Les poneys de l'Est et du Sud sont dits « rouges ».

## Histoire

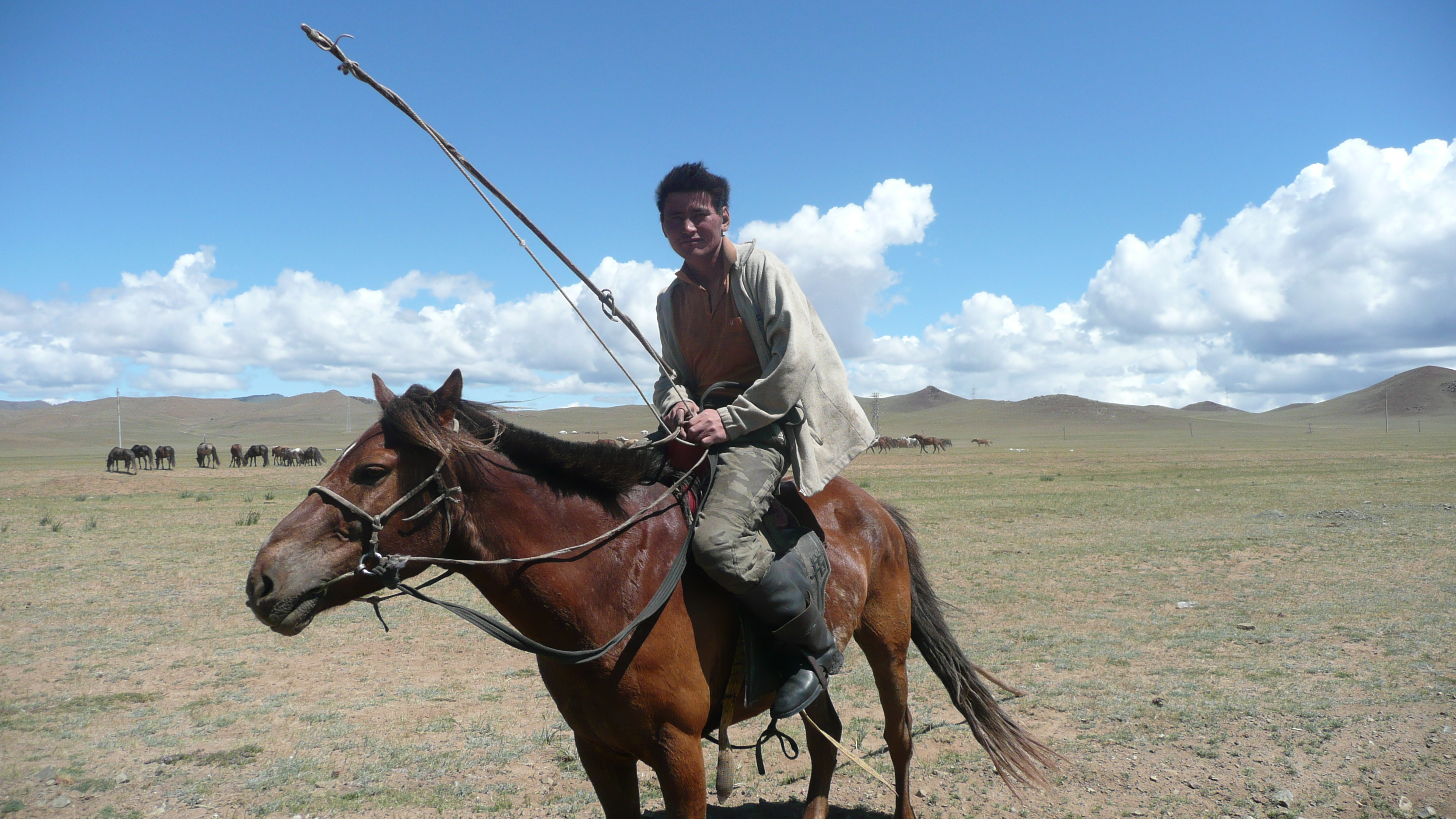
Le cheval mongol a vraisemblablement influencé la race.

Connu depuis environ 1000 ans, le poney anatolien est le descendant de nombreux chevaux de Turquie, appelés les « chevaux anatoliens ». Il est le fruit de croisements fréquents avec des chevaux de passage entre l'Asie et l'Europe à toutes les époques. Un grand nombre de chevaux mongols ont probablement influencé les petits animaux anatoliens. La race descend du reste de ces croisements entre des races comme le Turkoman, l'Arabe, les chevaux perses, le Karabakh, l'Akhal-Teké, le Kabardin, le Deliboz et les anciennes races chevalines d'Anatolie,, montrant notamment l'influence des chevaux orientaux sur son modèle.
Au début du XIVe siècle, des « chevaux anatoliens » figurent parmi les cadeaux offerts au sultan mamelouk par les Ilkhans. En 1974, ces poneys sont estimés être un million environ dans toute la Turquie.

## Description

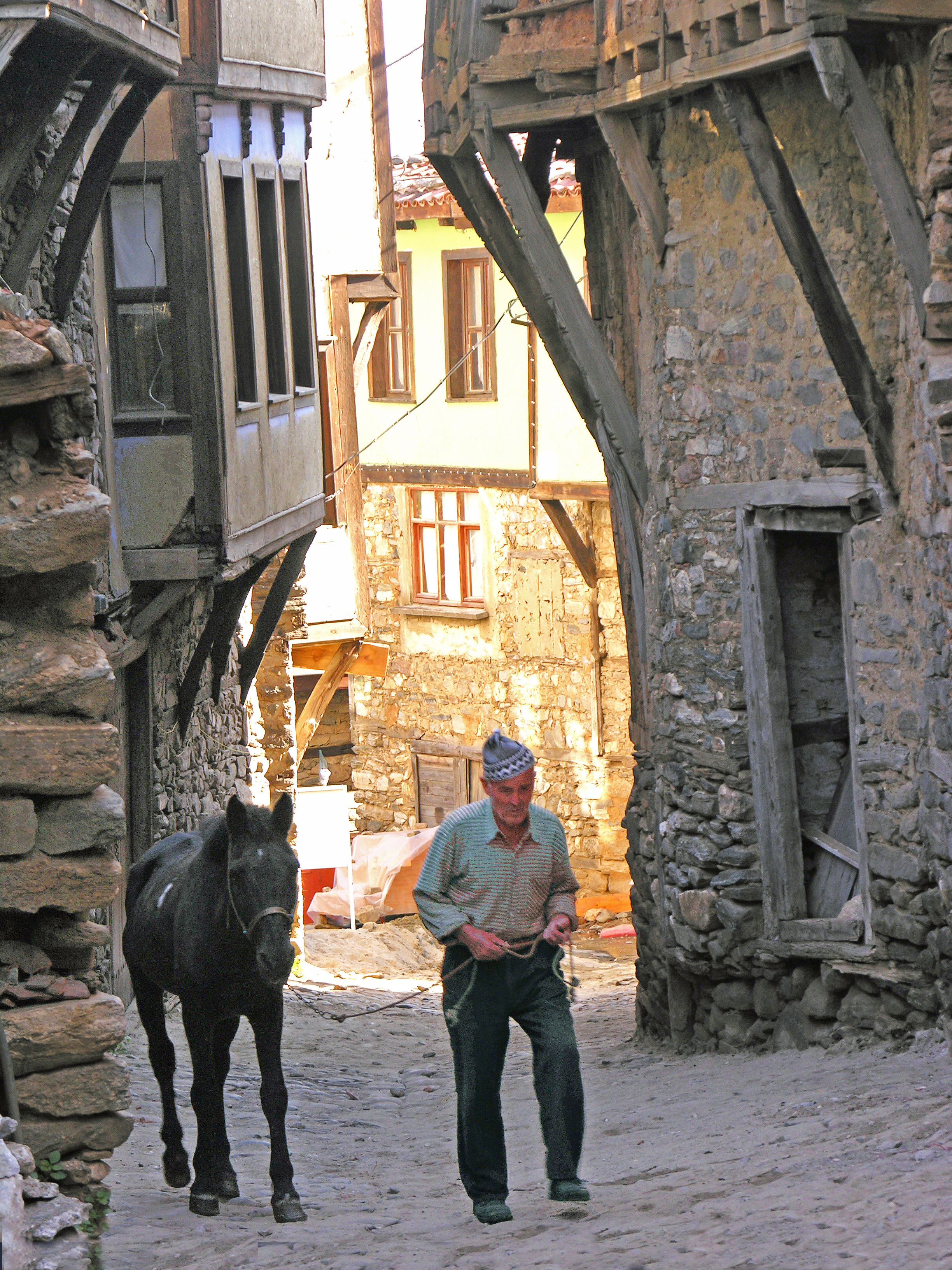
Vieil homme avec un poney anatolien dans les rues de Cumalıkızık.

La FAO le classe parmi les poneys. L'apparence peut varier selon l'orientation des éleveurs locaux, mais elle montre toujours l'influence orientale de manière assez évidente. D'après l'étude de l'université d'Oklahoma, la taille est généralement peu élevée, de 1,20 m à 1,30 m. Elle n'excède en principe pas 1,35 m. Cependant, les mesures montrent d'importantes divergences en fonction de la zone d'élevage. D'après des relevés effectués en 1940, en plaine, les animaux atteignent 1,34 m à 1,40 m, la taille diminuant lorsque l'élevage s'effectue en altitude. Les relevés effectués par la FAO en 1995 sur les animaux femelles donnent une moyenne de 1,35 m pour un poids de 400 kg.
La petite tête montre un certain raffinement, avec un profil concave. Elle peut aussi être convexe vue de profil avec des traits primitifs, mais la bouche est toujours petite, les naseaux étant ouverts et mobiles. La tête est également pourvue d'une attache assez faible par rapport au reste du corps. Le garrot est peu sorti, la poitrine est étroite et la croupe, inclinée. Les marques primitives sont fréquentes dans la robe, notamment la raie de mulet et les zébrures sur les membres.

### Tempérament, entretien et sélection
Ses défauts de conformation n'empêchent pas l'Anatolien de posséder une grande force, une bonne vitesse d’exécution et une endurance à toute épreuve, tout en étant habitué à vivre dans des conditions pauvres. Il est en effet réputé pour sa résistance aux climats rudes, à la faim et à la soif, et ce même s'il est mal entretenu. Les Turcs ont pour habitude de garder tous les chevaux d'un même village au même endroit pendant l'hiver, sans exercer le moindre contrôle sur leur élevage, et sans aucune stratégie de sélection.

### Variétés
Une variété spécifique de la race est appelée « Araba », elle est utilisée pour la pratique de l'attelage araba. Cependant, cette variété n'est mentionnée que dans le dictionnaire de CAB International. Le Canik et le Hinis sont également parfois répertoriés comme des variétés de l'Anatolien, bien que d'autres sources en fassent des races distinctes, du fait de leur région d'élevage,. L'Anatolien de l'Est est une variété spécifique rare et bien identifiée, également nommée poney kurde ou « kurdi ». Sa zone d'élevage se limite aux montagnes de l'est de la Turquie. Il toise 1,32 à 1,42 m et peut avoir été croisé avec d'autres chevaux turcs, persans et arabes. Réputé pour sa vivacité, son élégance et sa bonne ossature, il se montre robuste et endurant.

### Génétique
Les études génétiques sur les différents types de chevaux anatoliens ont révélé une bonne diversité, et n'ont pas permises de trancher la question de l'origine de la race, en raison de la présence d'haplogroupes propres à l'Asie et à l'Europe, ce qui dénote de multiples influences, dues aux passages de chevaux entre l'Europe et l'Asie. La forte hétérozygotie, la diversité des allèles et le manque de résolution appropriée entre les races et les échantillons reflètent la haute motilité de ces chevaux, due aux habitudes du commerce et de l'élevage. Une certaine différenciation existe cependant entre les races natives turques.

## Utilisations

### Traction, selle et portage

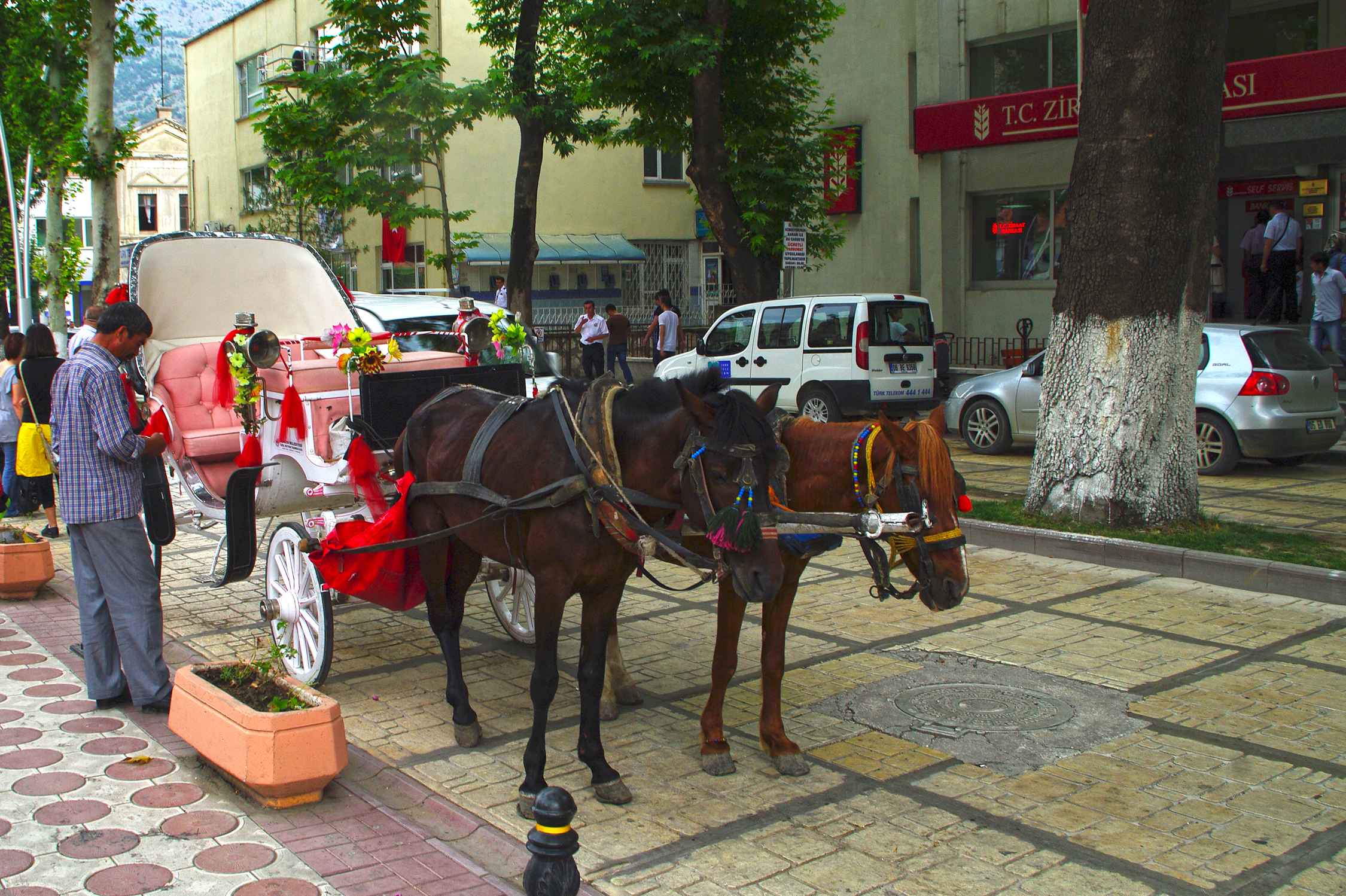
Poneys anatoliens attelés à un phaéton, à Amasya.

L'Anatolien est monté pour l'équitation et employé comme poney de bât ou pour la traction. Grâce à sa grande rusticité, il est populaire pour la traction Araba, un mot turc désignant la « charrette à cheval avec des roues ». Le poney spécialisé dans l'Araba est très fort malgré sa petite taille, pouvant tirer jusqu'à une tonne. De manière plus anecdotique, des Circassiens recrutés par la cavalerie grecque en 1921 pour protéger l'Asie mineure pendant la guerre gréco-turque (1919-1922) se sont enrôlés avec leurs poneys anatoliens locaux.

### Croisements
L'Anatolien est à l'origine de très nombreuses autres races de chevaux de Turquie. Ainsi, le cheval Arabe turc provient originellement de croisements effectués sur le cheptel des poneys natifs. En croisement avec les chevaux thraces, l'Anatolien a donné le Thrakya. L'Anatolien de l'Est a participé à la formation du Malakan, l'unique cheval de trait de la Turquie,. En croisement avec des chevaux arabes de course, l'Anatolien de l'Est donne de bonnes montures de cirit. La race Çukurova a été développée par croisement entre l'Anatolien, l'Arabe turc et l'Uzunyayla. L'Anatolien est également en partie à l'origine du Karacabey, et a donné le Midilli, un poney sélectionné par croisements entre des Anatoliens de petite taille,. Le Kurutlu Kaytali de Kirsehir a été sélectionné à partir de poneys anatoliens. Le Rahvan, cheval ambleur, provient vraisemblablement de croisements entre l'Anatolien et le Canik. L'Uzunyayla a été volontairement croisé avec des Anatoliens dans les années 1930.

## Diffusion de l'élevage
D'après la FAO, l'Anatolien est une race chevaline locale de l'Asie. Indigène de la Turquie, il est commun dans tout ce pays. Environ 930 000 têtes sont recensées (2007). La FAO ne connaît pas le niveau de menace pesant sur la race, mais en 2012, une analyse menée sur les animaux domestiques de Turquie révèle qu'il est de loin le plus commun parmi les races de chevaux du pays, puisqu'il est présent dans toutes les régions de l'Anatolie. Il existe un T-Shirt à l'effigie de ce poney.